# Austrolittorina cincta
Austrolittorina cincta är en snäckart som först beskrevs av Jean René Constant Quoy och Joseph Paul Gaimard 1833.  Austrolittorina cincta ingår i släktet Austrolittorina och familjen strandsnäckor. Inga underarter finns listade i Catalogue of Life.